# Bergallia sorghicola
Bergallia sorghicola är en insektsart som beskrevs av Remes Lenicov 1982. Bergallia sorghicola ingår i släktet Bergallia och familjen dvärgstritar. Inga underarter finns listade i Catalogue of Life.